# Герб Валгамаа
Герб Валгамаа — официальный символ уезда Валгамаа, одного из уездов Эстонии. Утверждён 5 февраля 1937 года, повторно 17 сентября 1996 года.

## Описание и символика
Щит поделен на две части сверху слева — вниз направо, цвета: лазурь и серебряный. В лазоревой части четыре серебряных пятиконечных звезды.
Белый цвет символизирует облако в историческом гербе города Валга, четыре звезды — то, что в 1920 году территория уезда была составлена из части территорий четырёх упразднённых уездов бывшей Российской империи: Валкского, Верроского, Феллинского и Юрьевского.

## История
После утверждения государственного герба Эстонии 17 декабря 1925 года была образована соответствующая комиссия по созданию гербов уездов, которая рассмотрела несколько проектов. 17 июня 1926 года проект герба  Валгамаа был утверждён историком Полом Йохансеном. Первоначально герб имел следующий вид: щит поделен на две части, верхняя половина серебряная, нижняя — чёрная, на щите изображена радуга, состоящая из полос красного, золотого и лазоревого цвета, которая должна была символизировать взаимопонимание и дружбу между эстонцами и латышами.
Однако совет уезда не был удовлетворён проектом Йохансена, и после рассмотрения нескольких проектов в 1931 году утвердил новый герб. Новый герб выглядел так: щит поделена на 4 части. В первом, серебряном, поле изображена золотая буква V; во втором, лазоревом поле — четыре золотых звезды (они символизировали мааконды, из которых образовался уезд); в третьем, лазоревом, поле — золотой стог сена; в четвёртом, серебряном, поле — золотой крест (символизировал Крест свободы). Герб окружён дубовым венком, сверху венок украшали скрещённые мечи. Однако министерство внутренних дел потребовало снятия Креста свободы, после чего герб с пустым четвёртым полем 15 сентября 1931 года был принят советом уезда и опубликован в «Riigi Teataja». 
При подготовке к окончательному утверждению гербов уездов художник-график художник-график Гюнтер Рейндорф предложил два варианта проекта герба уезда — с золотыми или серебряными скрещёнными мечами и четырьмя 5-конечными звёздами в щите, скошенном слева в лазурь и червлень. В окончательном варианте из проекта были убраны напоминающие о кровопролитном сражении 1 января 1919 года под мызой Паю близ города Валги червлёное (красное) поле и перекрещённые мечи. Червлёная (красная) часть щита была заменена серебряной, в лазоревом (синем, голубом) поле изображены 4 серебряных 5-конечных звезды (2+1+1). В таком виде герб уезда был утверждён решением государственного старейшины Константина Пятса от 5 февраля 1937 года.
17 сентября 1996 года Государственная канцелярия Эстонской Республики зарегистрировала герб современного уезда Валгамаа, которым стал герб  1937 года без изменений.